# Neagra, Mureș
Neagra (în maghiară Nyágra) este un sat în comuna Lunca Bradului din județul Mureș, Transilvania, România.